# Bursa tendinis calcanei
Die Bursa tendinis calcanei (in der Veterinäranatomie als Bursa subtendinea calcanea musculi flexoris digitalis superficialis bezeichnet) ist ein Schleimbeutel zwischen Fersenbein und Achillessehne. Sie wird außer von diesen beiden Strukturen noch von einem vor der Achillessehne liegenden Fettkörper begrenzt. Der ventrale Anteil ist von einem Faserknorpel ausgekleidet, die übrige Wand, wie bei allen Schleimbeuteln, von einer Synovialmembran (Membrana synovialis). Die Bursa tendinis calcanei des Menschen enthält etwa 1 bis 1,5 ml Flüssigkeit. Die Dorsalextension im Sprunggelenk führt zu einem Druckanstieg im Schleimbeutel, während die gegenläufige Bewegung eine Druckminderung bewirkt.
Eine Entzündung des Schleimbeutels (Bursitis tendinis calcanei) kann im Zusammenhang mit Reizungen der Achillessehne auftreten. Fehlstellungen wie eine Varusstellung der Ferse oder ein Hohlfuß begünstigen das Auftreten einer Schleimbeutelentzündung. In der Tiermedizin wird die Bursitis auch als Eiergalle bezeichnet.